# Firefox, l'arme absolue
Pour les articles homonymes, voir Firefox (homonymie).
Pour plus de détails, voir Fiche technique et Distribution.
Firefox, l'arme absolue ou L'Arme absolue au Québec (Firefox) est un film américain d'action réalisé par Clint Eastwood et sorti en 1982. Le film est adapté du roman du même nom (en) de Craig Thomas publié en 1977.
Filmé en Panavision, c'est le huitième film que produit et réalise l'acteur et réalisateur américain avec sa société de production, The Malpaso Company.

## Synopsis
Mitchell Gant est un pilote d'avion de chasse de l'US Air Force aujourd'hui à la retraite. Il est cependant sollicité par la CIA pour exécuter une mission périlleuse : s'introduire en Union soviétique afin de dérober un prototype ultra secret d'avion de chasse hypersonique, furtif et dont l'armement peut être commandé par la pensée, le Firefox.
Bénéficiant de l'aide de dissidents soviétiques et de la complicité de certains des savants qui ont conçu l'avion sous la contrainte, Gant doit s'infiltrer dans la base secrète où l'avion est mis au point, neutraliser un des pilotes d'essai, revêtir son équipement de vol, monter à bord de l'appareil et l'amener en Alaska, en survolant l'océan Arctique.
Pour réussir sa mission, Gant devra penser en langue russe pour pouvoir utiliser les contrôles de l'avion via une interface cerveau-machine et vaincre le colonel Yuri Voskov, pilote d'essai attitré du Firefox qui le prendra en chasse à bord du second prototype. Gant devra aussi affronter ses vieux démons qui le hantent depuis la guerre du Viêt Nam.

## Fiche technique
Sauf indication contraire, les informations mentionnées dans cette section peuvent être confirmées par la base de données cinématographiques IMDb,  présente dans la section « Liens externes ».
- Titre original : Firefox
- Titre français : Firefox, l'arme absolue
- Titre québécois : L'Arme absolue
- Réalisation : Clint Eastwood
- Scénario : Alex Lasker et Wendell Wellman, d'après le roman Firefox (en) de Craig Thomas
- Musique : Maurice Jarre
- Direction artistique : Elayne Barbara Ceder, John Graysmark et Beala Neel
- Décors : Ernie Bishop
- Costumes : Glenn Wright
- Photographie : Bruce Surtees
- Son : Bub Asman
- Montage : Ron Spang et Ferris Webster
- Production : Clint Eastwood[1]

Producteur délégué : Fritz Manes
Producteur associé : Paul Hitchcock
- Société de production : The Malpaso Company
- Sociétés de distribution : Warner Bros. (États-Unis), Warner-Columbia Film (France)
- Budget : environ 21 000 000 $[2]
- Pays de production :  États-Unis
- Langues originales : anglais, russe
- Format : Couleurs - 35 mm - 2,20:1 - son Dolby
- Genre : action, espionnage, guerre
- Durée : 119 minutes
- Dates de sortie[3] :
  - États-Unis : 18 juin 1982
  - France : 15 décembre 1982
- Affiche : Bill Gold (États-Unis)

## Distribution
- Clint Eastwood (VF : Jean-Claude Michel) : Mitchell Gant (en)
- Freddie Jones (VF : Antoine Marin) : Kenneth Aubrey
- David Huffman (VF : François Leccia) : le capitaine Buckholz
- Warren Clarke (VF : Jacques Balutin) : Pavel Upenskoy
- Ronald Lacey (VF : Teddy Bilis) : Semelovsky
- Kenneth Colley (VF : Patrick Floersheim) : le colonel Kontarsky
- Klaus Löwitsch (VF : François Chaumette) : le général Vladimirov
- Oliver Cotton (en) (VF : Patrick Poivey) : Dmitri Priabin
- Nigel Hawthorne (VF : André Valmy) : Pyotr Baranovich
- Stefan Schnabel (VF : Serge Nadaud) : le premier secrétaire Tchernenko
- Thomas Hill (VF : Yves Barsacq) : le général Brown
- Clive Merrison (en) (VF : Michel Bardinet) : le major Lanyev
- Kai Wulff (VF : Richard Leblond) : le lieutenant-colonel Voskov
- Dimitra Arliss (VF : Jacqueline Porel) : Natalia
- Austin Willis (VF : Raoul Guuillet) : Walters
- Hugh Fraser (VF : René Renot) : l'inspecteur de police Tortyev
- Eugene Lipinski (VF : Patrick Poivey) : un agent du KGB (métro)
- Malcolm Storry : un agent du KGB (métro)
- Michael Currie (en) (VF : Raymond Loyer) : le capitaine Seerbacker
- James Staley (VF : Vincent Violette) : le lieutenant commander Fleischer
- Ward Costello (VF : Jean Berger) : le général Rogers
- Alan Tilvern (VF : Jean-François Laley) : l'Air Marshal Kutuzov
- Richard Derr (VF : René Bériard) : l'amiral Curtin
- Woody Eney : le major Dietz
- Wolf Kahler : le directeur du KGB, Andropov
- Curt Lowens : le docteur Schuller
- Fritz Manes : le capitaine
- John Ratzenberger (VF : Marc François) : le chef Peck

## Production

### Inspiration

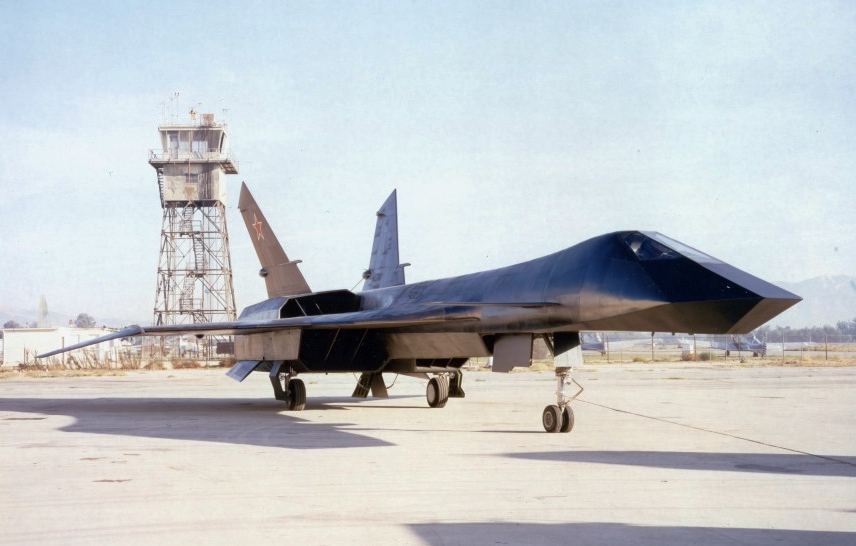
Photo de l'avion MiG-31 Firefox utilisé pour le film. Photo prise à l’aéroport de Van Nuys en Californie, en mai 1982.
Cet avion fictif, dont la désignation renvoie au MiG-31 Foxhound réel, ressemble plus par le profil de sa coque au MiG-25 Foxbat que rencontrèrent les pilotes américains des années 1960.

L'avion du film est basé sur la création d'un super-avion fictif de combat, le MiG-31 Firefox (en). Le Firefox original du roman était presque identique au Mikoyan-Gourevitch MiG-25.
Le MiG-31 est un véritable avion des années 1980, version modernisée du MiG-25. La version, plus intimidante, vue dans le film, a été créée spécifiquement pour celui-ci et reprend plusieurs des caractéristiques du prototype North American XB-70 Valkyrie. L'avion du film, le MiG-31, ressemble grandement à l'avion furtif subsonique F-117, qui n'a pourtant été dévoilé au public qu'en1988, donc ultérieurement à la sortie du film en 1982.

### Tournage
Le tournage du film eu lieu en 1981 dans un certain nombre d'endroits, notamment à Vienne en Autriche, dans le Montana, en Californie, à Londres en Angleterre et sur la base aérienne de Thulé au Groenland.
Des séquences aériennes ont été tournées à partir d’une plate-forme élévatrice aérienne sur un avion Learjet 23, pour des scènes qui ont été plus tard intégrées dans le film.
De véritables voitures soviétiques ont été utilisées pendant le tournage, comme la camionnette UAZ-452 conduite par Pavel Upenskoy et suivie par une ZIL 111 du KGB (une voiture de luxe au moteur V8 normalement réservée aux dignitaires du parti), ou la Moskvitch 407 du professeur Semelovsky. Par contre ces véhicules ne sont pas contemporains du film; en effet ils ont été produits plutôt entre les années 50 et 70.
Même si la station Pavolets existe bien à Moscou, la scène où Mitchell Gant fuit avec ses 2 compagnons a été tournée dans le métro de Vienne. Ils descendent d'ailleurs à la station de métro Südtiroler Platz.
Le superviseur des effets spéciaux, John Dykstra, a mis au point une nouvelle technique de prise de vue des séquences volantes complexes, appelée « photographie en écran bleu inversé ». Cela impliquait de revêtir le modèle de peinture au phosphore et de le photographier d'abord avec un fort éclairage sur un fond noir, puis avec de la lumière ultraviolette pour créer les mattes mâles et femelles nécessaires pour séparer le modèle de premier plan et les images de fond. Cela a permis de photographier le modèle noir brillant volant contre un ciel bleu clair et une neige blanche brillante ; à comparer avec la technique traditionnelle du bluescreen, utilisée notamment dans Star Wars, épisode V : L'Empire contre-attaque.
Le modèle à l'échelle d'origine, faite par Gregory Jein, utilisé dans les travaux bluescreen[pas clair], est maintenant exposé au musée Warner Bros (en).
Pour le tournage, quatre répliques de l'avion à grande échelle ont été créées, ainsi qu'un modèle grandeur nature qui avait des dimensions de 18 mètres de long, 12 mètres de large et 6,6 mètres de haut.

## Accueil

### Critique
Sur le site agrégateur de critiques Rotten Tomatoes, le film est crédité d'un score de 38 % d'avis positifs, sur la base de 13 critiques collectées et une note moyenne de 5.39/10. Sur Metacritic, le film obtient une note moyenne pondérée de 44 sur 100, sur la base de 11 critiques collectées ; le consensus du site indique : « Avis mitigés ou moyens ».

### Box-office
Aux États-Unis le film engrange une recette totale de 46 708 276 $, pour un budget de production d'environ 21 millions de dollars. En France, il réalise 879 743 entrées.

## Scènes coupées
La version américaine fait 12 minutes de plus. Les scènes coupées se situent essentiellement au début du film et concernent la préparation de la mission et l'entraînement de Gant.

## Jeu vidéo
En 1984 sort le jeu vidéo Firefox (ファイアーフォックス en japonais). Il s'agit d'un jeu d'arcade créé par la société Atari et inspiré par le film.